# Ruben Kruger
Pour les articles homonymes, voir Kruger.
Pas d'image ? Cliquez ici

a Compétitions nationales et continentales officielles uniquement.

b Matchs officiels uniquement.
Dernière mise à jour le 28 janvier 2010.
Ruben Jacobus Kruger (né le 30 mars 1970 à Vrede (Afrique du Sud) et mort le 27 janvier 2010 à Pretoria) est un joueur sud-africain de rugby à XV. Il évoluait au poste de troisième ligne aile (1,87 m - 102 kg).
Ce flanker qui fut l'un des meilleurs joueurs sud-africains de sa génération à son poste, fit partie de l'équipe d'Afrique du Sud victorieuse de la Coupe du monde 1995.
Son neveu, Henco Venter, est également un joueur de rugby à XV.

## Biographie
Ruben Kruger a fait ses débuts de rugbyman de haut niveau avec la province du Free State en 1991, avant de rejoindre en 1993, la province des Blue Bulls (ancienne équipe du Northern Transvaal). En 1993, il connaît sa première cape internationale avec l'équipe d'Afrique du Sud lors d'un match contre l'équipe d'Argentine (victoire 29-26). En 1995, il remporte la Coupe du monde. Lors de ce tournoi, il dispute cinq matchs des six matchs de son équipe comme titulaire et s'illustre en inscrivant un essai déterminant et controversé (qu'il avouera plus tard n'avoir jamais aplati) lors de la demi-finale contre l'équipe de France de rugby à XV (victoire 19-15). Ruben Kruger est désigné joueur sud-africain de l'année 1995.
La carrière internationale de Ruben Kruger durera de 1993 à 1999. En 1999, il participe à sa deuxième Coupe du monde mais il n'est plus titulaire et ne dispute que 2 matchs : l'un contre l'Espagne en match de poule et l'autre contre la Nouvelle-Zélande lors du match pour la troisième place. Ce sera sa dernière apparition en sélection. Il arrête sa carrière en 1999, à cause d'une blessure au genou. Avec les Springboks, Kruger a disputé 36 matchs et marqué 7 essais.
À la fin de sa carrière de joueur, il devient promoteur immobilier. Il possèdera une franchise Minolta à Pretoria. Marié et père de deux filles, il apprend en 2000 qu'il a une tumeur au cerveau. Malgré plusieurs opérations entre 2000 et 2009, il décède à 39 ans le 27 janvier 2010 à Pretoria d'un cancer au cerveau. Cette mort fait planer l'ombre du dopage car plusieurs joueurs sud-africains des années 1990 (Joost van der Westhuizen, Tinus Linee, André Venter) sont atteints de maladies neurologiques rares et en meurent jeunes,.
De nombreux hommages ont été rendus au joueur: « Ruben Kruger était l'exemple même du flanker springbok, rugueux, indomptable et d'un incroyable professionnalisme », a réagi Oregan Hoskins, le président de la South African Rugby Union. « Quand Ruben était sur le terrain, vous saviez que les Springboks ne seraient pas vaincus sans livrer un énorme combat ». Il était surnommé par son entraîneur Kitch Christie lors de la Coupe du monde 1995, "The Silent Assassin".

## Carrière en club et province
- Orange Free State
- Northern Transvaal (Super 12) jusqu'en 1996
- Bulls (Super 14) depuis 1996

## Palmarès

### équipe d'Afrique du Sud de rugby à XV
- 36 sélections
- 7 essais (35 points)
- Sélections par saison : 2 en 1993, 2 en 1994, 9 en 1995, 13 en 1996, 6 en 1997, 4 en 1999.

### Coupes du monde
- 1995 : champion du monde, 5 sélections (Australie, Roumanie, Samoa, France, Nouvelle-Zélande).
- 1999 : 2 sélections (Espagne, Nouvelle-Zélande).